# Angus Hamilton

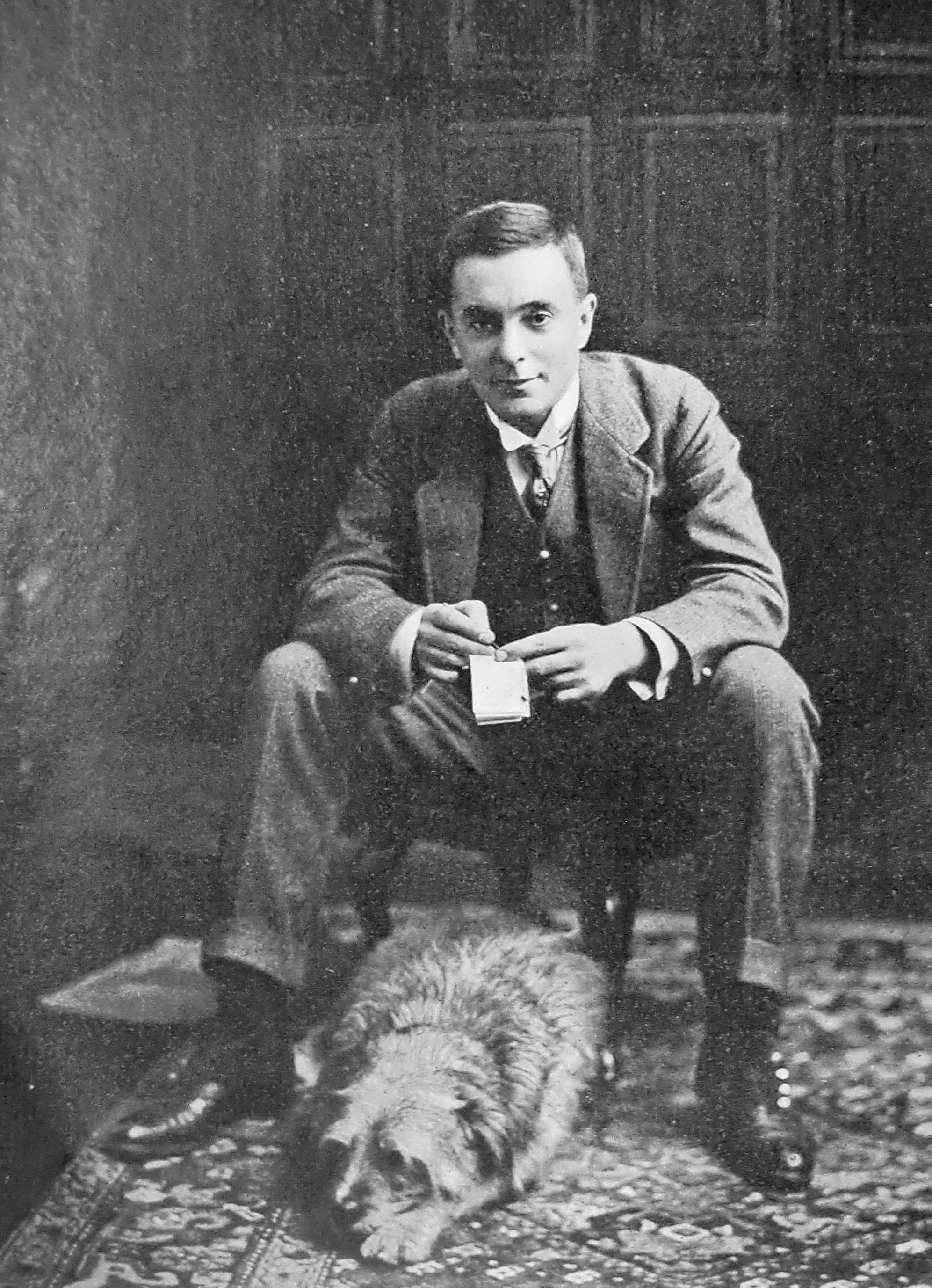
Angus Hamilton vor 1911

Angus Hamilton (auch John Angus Lushington Moore Hamilton; * 1874; † 14. Juni 1913) war ein britischer Journalist, der vor allem als Kriegsberichterstatter arbeitete.

## Leben
Angus Hamilton war Mitglied der britischen Adelsfamilie, deren Oberhaupt der Herzog von Abercorn ist. Sein Vater John Angus Lushington Hamilton war Offizier beim 2. westindischen Regiment und sein Stiefvater war der britische Dramatiker Sir Arthur Wing Pinero. Nach seiner Schulbildung am Cheltenham College in England sowie in Deutschland und Frankreich arbeitete er als Reporter für die britische Zeitung Pall Mall Gazette, die ihn für einige Zeit nach Korea entsandte. Dort sammelte er Material für sein Buch Korea, das in der Woche erschien, in der der Russisch-Japanische Krieg ausbrach. Weitere Aufenthaltsorte waren u. a. Südafrika, China und Mazedonien.
Im Februar 1913 startete er von New York aus zu einer Vortragsreise durch die Vereinigten Staaten von Amerika. Am 14. Juni beging er wegen finanzieller Probleme in einem Hotel in New York Selbstmord. Begraben wurde er am 18. Juni in New York auf dem Friedhof Evergreen Cemetery.

## Schriften
- The Siege of Mafeking. Methuen & Co., London 1900.
- Korea. William Heinemann, London 1904.
  - dt. Ausgabe: Korea. Das Land des Morgenrots. Otto Springer, Leipzig 1904.
- Problems of the Middle East. Eveleigh Nash, London 1909.
- Afghanistan. Oriental Series Vol. XVIII. J. B. Millet Company, Boston and Tokyo 1910.
- Somaliland. Hutchinson, London 1911.